# Bảo tồn thiên nhiên

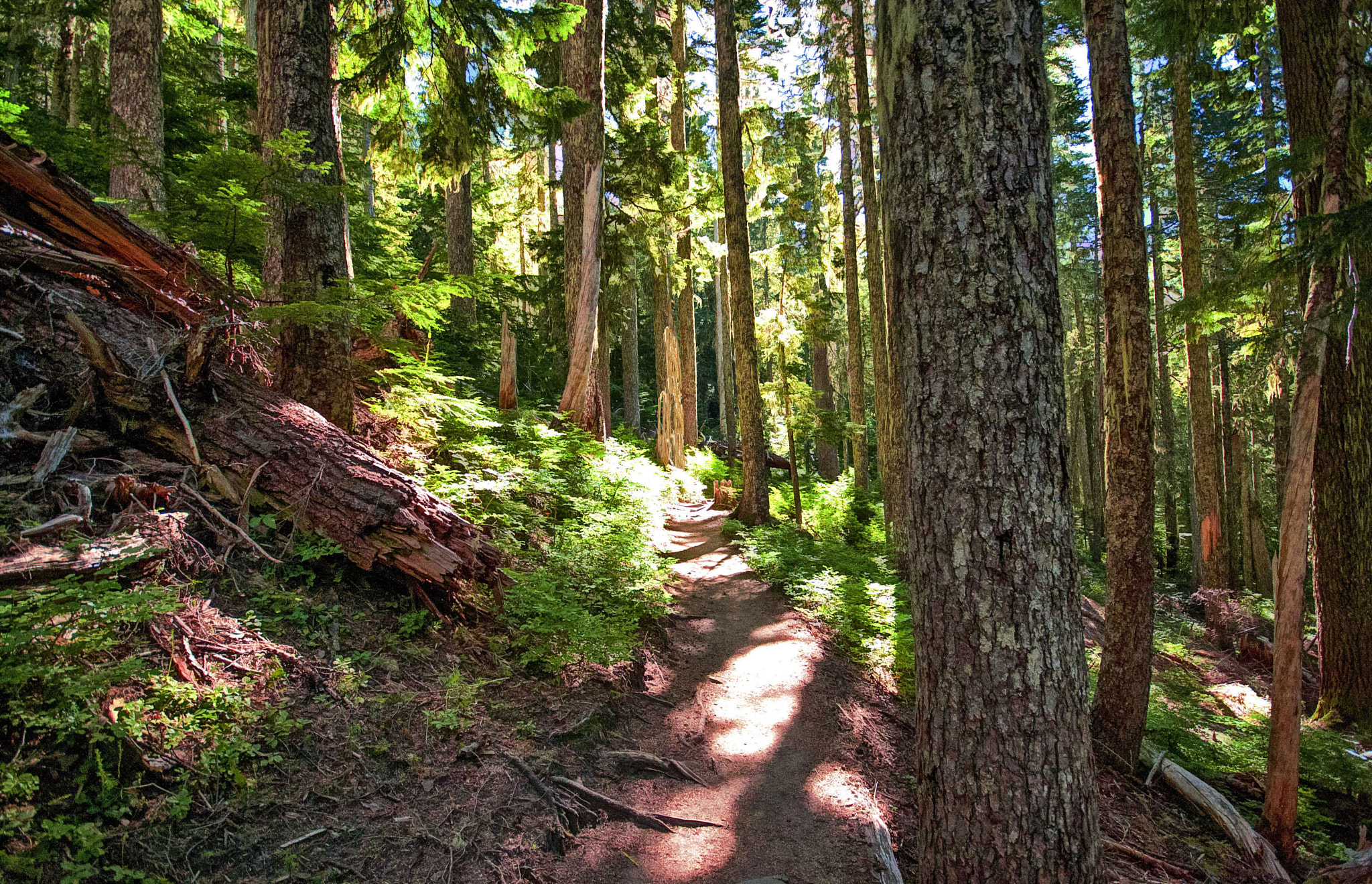
Một khu rừng được bảo tồn ở Mỹ

Bảo tồn thiên nhiên là phong trào bảo tồn tập trung vào việc bảo vệ các loài sinh vật khỏi bị tuyệt chủng, duy trì và phục hồi môi trường sống, tăng cường các dịch vụ hệ sinh thái và bảo vệ đa dạng sinh học. Một loạt các giá trị làm nền tảng cho việc bảo tồn, có thể được hướng dẫn bởi chủ nghĩa trung tâm sinh học, chủ nghĩa nhân văn, chủ nghĩa trung tâm sinh thái và chủ nghĩa cảm tính. Gần đây đã có một số phong trào bảo tồn thiên nhiên nhưng để làm bằng chứng cho mục đích cá nhân, kêu gọi sử dụng nhiều hơn các cho mục đích khoa học để nâng cao hiệu quả của các nỗ lực bảo tồn.

## Đại cương

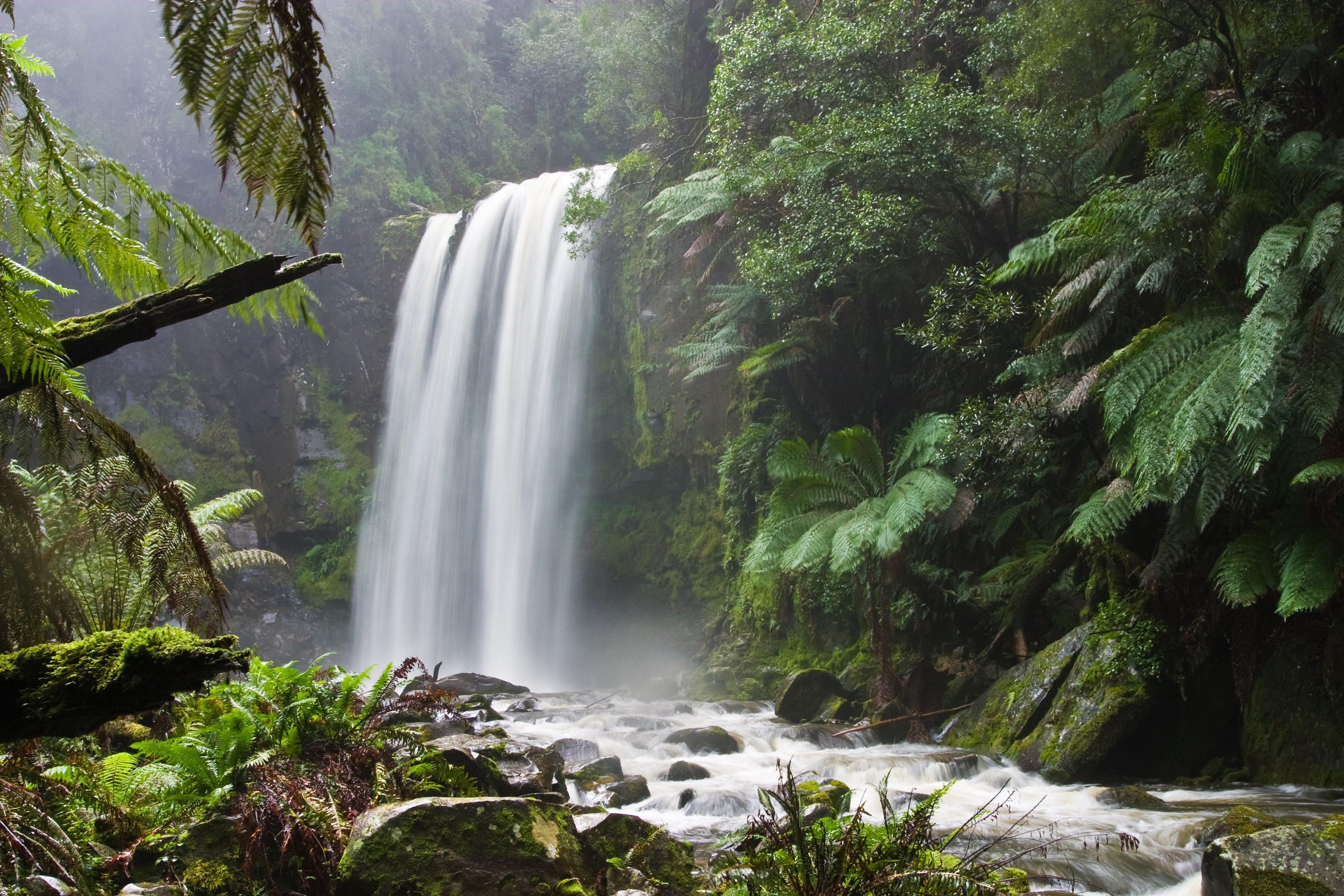
Nhiều sự chú ý đã được dành cho việc bảo tồn các đặc điểm tự nhiên của thác Hopetoun, Úc, đồng thời cho phép du khách tiếp cận

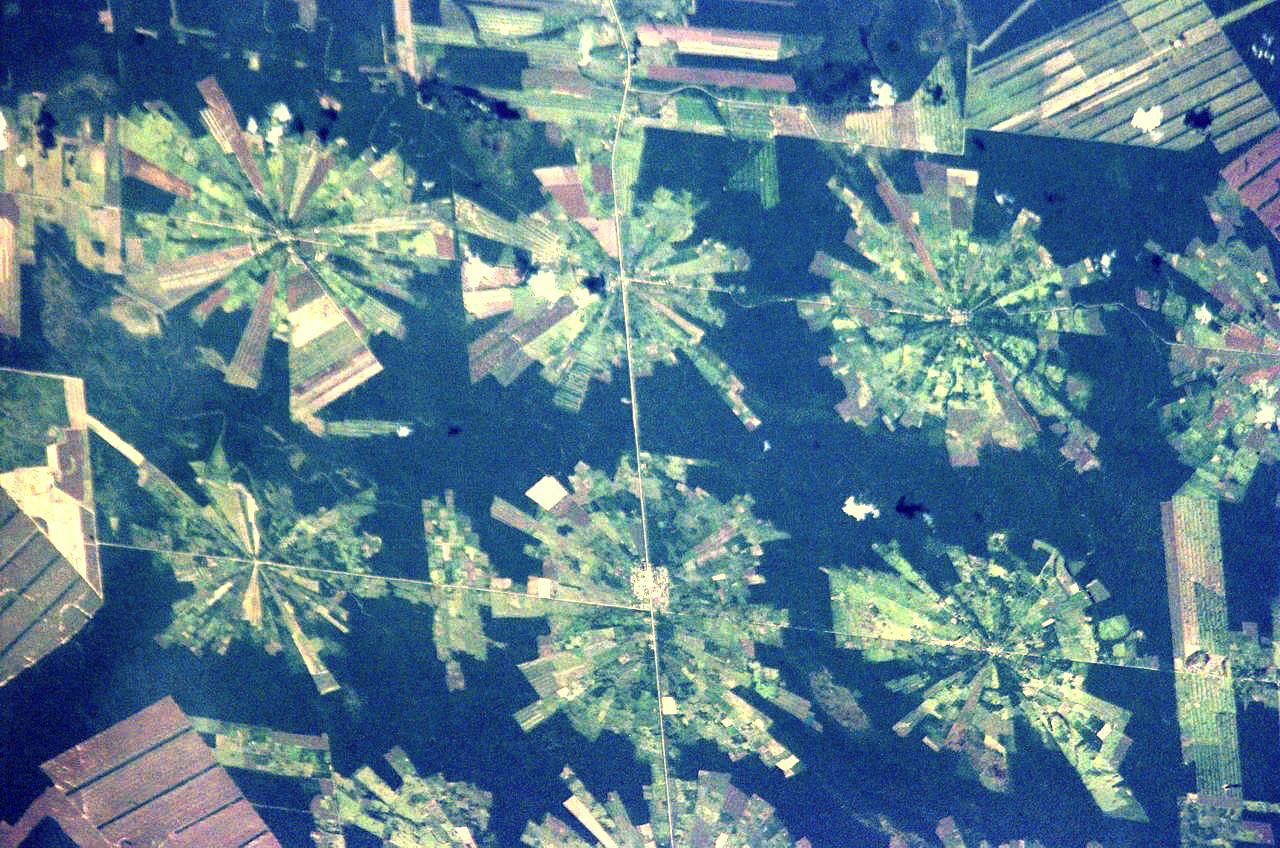
Ảnh chụp vệ tinh về nạn phá rừng công nghiệp trong dự án Tierras Bajas ở phía đông Bolivia, sử dụng khai thác gỗ ở đường chân trời và thay thế rừng bằng nông nghiệp

Các mục tiêu bảo tồn bao gồm bảo tồn môi trường sống, ngăn chặn nạn phá rừng, ngăn chặn sự tuyệt chủng của các loài, giảm đánh bắt cá quá mức và giảm thiểu biến đổi khí hậu. Các quan điểm triết học khác nhau dẫn các nhà bảo tồn hướng tới những mục tiêu khác nhau này. Giá trị chính cơ bản của nhiều biểu hiện đạo đức bảo tồn là thế giới tự nhiên có giá trị nội tại và vô hình cùng với giá trị thực dụng - một quan điểm được các bộ phận của phong trào bảo tồn khoa học và một số trường phái lãng mạn cũ của phong trào sinh thái thực hiện. Các nhà triết học đã gắn giá trị nội tại với các khía cạnh khác nhau của tự nhiên, cho dù đây là các sinh vật riêng lẻ (thuyết trung tâm sinh học) hay các cá thể sinh thái như loài hoặc hệ sinh thái (chủ nghĩa sinh thái).
Các trường phái bảo tồn thực dụng hơn có cái nhìn nhân học và tìm kiếm sự đánh giá đúng mức các tác động cục bộ và toàn cầu của hoạt động con người đối với thiên nhiên trong ảnh hưởng của chúng đối với phúc lợi của con người, hiện tại và hậu thế. Việc đánh giá và trao đổi giữa mọi người với nhau như thế nào xác định được những hạn chế và mệnh lệnh xã hội, chính trị và cá nhân đối với việc bảo tồn được thực hiện. Đây là một quan điểm phổ biến trong phong trào môi trường hiện đại. Ngày càng có nhiều sự quan tâm đến việc mở rộng trách nhiệm đối với phúc lợi của con người bao gồm cả phúc lợi của động vật có tri giác. Các nhánh của đạo đức bảo tồn tập trung vào các cá nhân có tri giác bao gồm chủ nghĩa sinh thái  và bảo tồn từ bi.
Tại Hợp chủng quốc Hoa Kỳ, năm 1864 chứng kiến việc xuất bản của hai cuốn sách đặt nền móng cho các truyền thống bảo tồn Lãng mạn và Ưu việt ở Mỹ. Tác phẩm Walden của Henry David Thoreau được xuất bản sau khi đã sự hùng vĩ của thiên nhiên hoang sơ như một tòa thành được xác lập để nuôi dưỡng tinh thần con người. Người có công xây dựng đạo đức bảo tồn ở Hoa Kỳ là cựu tổng thống Theodore Roosevelt. Một cuốn sách rất khác với George Perkins Marsh là Con người và Thiên nhiên, sau này phụ đề là "Trái Đất được sửa đổi bởi hành động của con người", cuốn sách đã liệt kê những quan sát của ông về việc con người đang làm kiệt quệ và thay đổi vùng đất, nơi sinh sống của anh ta.
Đạo đức bảo tồn của người tiêu dùng đôi khi được thể hiện bằng bốn chữ R: "Suy nghĩ lại, Giảm thiểu, Tái chế, Sửa chữa". Đạo đức xã hội này chủ yếu tập trung đến việc mua bán tại địa phương, mua theo đạo đức, sử dụng bền vững và hiệu quả các nguồn tài nguyên tái tạo, tiết chế việc sử dụng lãng phí các nguồn tài nguyên hữu hạn và ngăn ngừa tổn hại đến các nguồn tài nguyên chung như chất lượng không khí và nước, các chức năng tự nhiên của Trái Đất sống, và các giá trị văn hóa trong một môi trường xây dựng.

## Thuật ngữ
Trong cách sử dụng phổ biến, thuật ngữ này được đề cập đến là hoạt động bảo vệ một cách có hệ thống của các nguồn tài nguyên thiên nhiên như rừng, bao gồm cả sự đa dạng sinh học. Carl F. Jordan định nghĩa thuật ngữ này là: Mặc dù cách sử dụng này không mới mẻ nhưng ý tưởng bảo tồn sinh học đã được áp dụng cho các nguyên tắc sinh thái học, địa sinh học, nhân chủng học, kinh tế và xã hội học để duy trì đa dạng sinh học.
Bản thân thuật ngữ "bảo tồn" có thể bao hàm các khái niệm như đa dạng văn hóa, đa dạng di truyền và khái niệm về các chuyển động bảo tồn môi trường, ngân hàng hạt giống (bảo tồn hạt giống). Đây thường được tóm tắt là ưu tiên để tôn trọng sự đa dạng. Nhiều phong trào gần đây trong các hoạt động bảo tồn có thể được coi là một lực cản đối với chủ nghĩa thương mại và toàn cầu hóa. Thức ăn chậm là hệ quả của việc từ chối những ưu tiên này là đạo đức, và chấp nhận lối sống chậm hơn và tập trung hơn vào địa phương.

## Thực hành

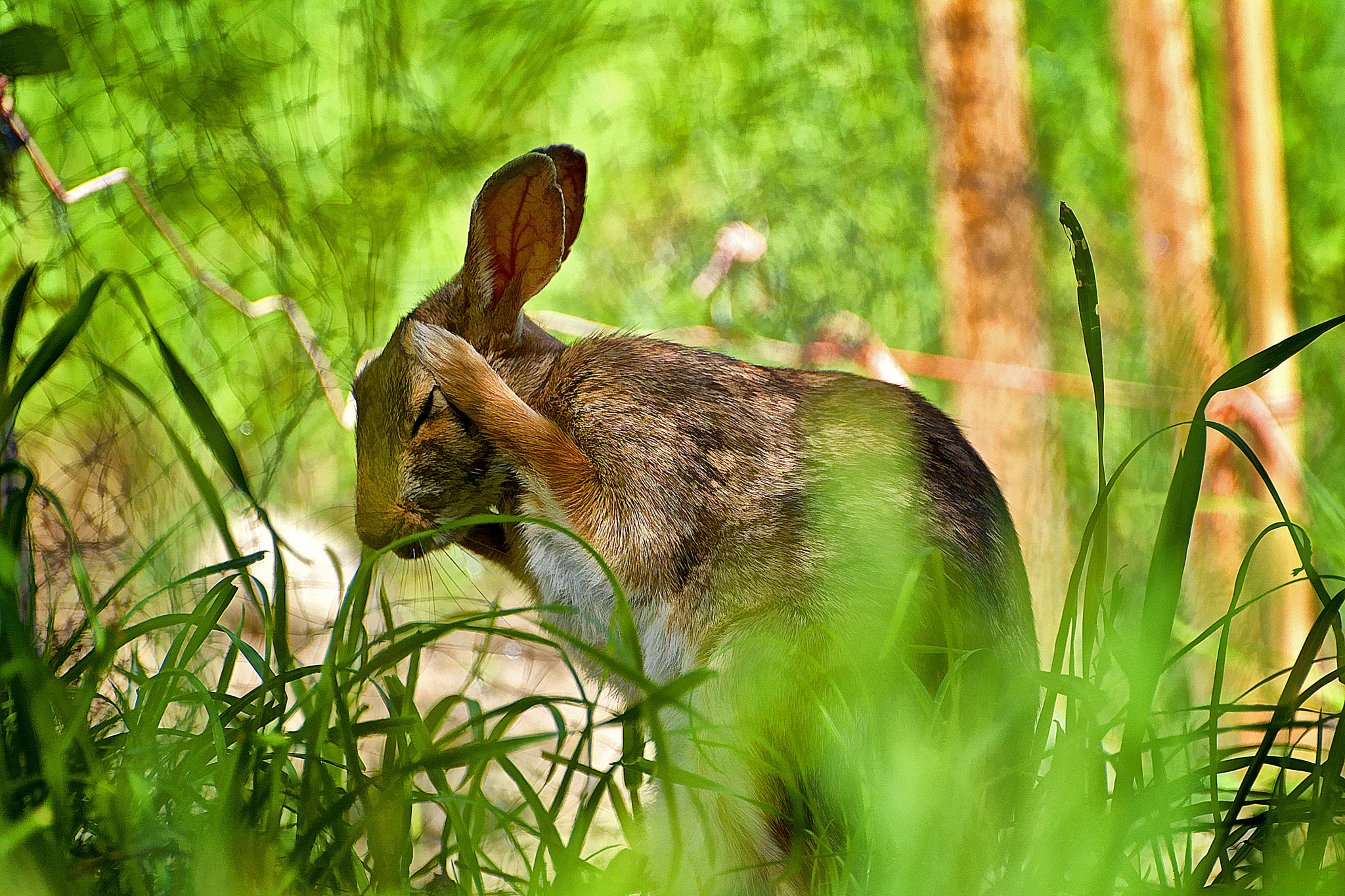
Những con thú sống yên lành trong khu vực được bảo tồn

Các xu hướng khác biệt tồn tại liên quan đến phát triển bảo tồn. Trong khi nhiều quốc gia nỗ lực bảo tồn các loài và môi trường sống của chúng, được dẫn dắt bởi chính phủ thì những quốc gia ở Bắc Tây Âu lại có xu hướng phát sinh từ những sự quan tâm của tầng lớp trung lưu và quý tộc đối với lịch sử tự nhiên, thể hiện ở cấp độ cá nhân và quốc gia, xã hội học tập khu vực hoặc địa phương. Do đó, các quốc gia như Anh, Hà Lan, Đức, v.v. có những tổ chức được gọi là phi chính phủ - dưới hình thức của Hiệp hội Hoàng gia Bảo vệ Chim, Tổ chức Tín thác Quốc gia và Tổ chức Tự nhiên của Hạt (lần lượt có từ năm 1889, 1895 và 1912) Natuurmonumenten, Ủy thác bảo tồn tỉnh cho mỗi tỉnh của Hà Lan, Vogelbescherming một thời gian dài trước khi có các vườn quốc gia và khu bảo tồn thiên nhiên quốc gia.
Điều này đã phản ánh một phần sự vắng mặt của các khu vực hoang dã ở châu Âu được trồng trọt nhiều, cũng như mối quan tâm lâu dài đối với chính phủ giấy thông hành ở một số quốc gia, như Vương quốc Anh, khiến không phải ngẫu nhiên mà John Muir, người sáng lập Quốc gia gốc Scotland. Phong trào công viên (và do đó là bảo tồn do chính phủ tài trợ) đã thực hiện công việc đồng bảng của ông ở Mỹ, nơi ông là lực lượng vận động đằng sau việc thành lập các công viên quốc gia như Yosemite và Yellowstone. Ngày nay, chính thức hơn 10% thế giới được bảo vệ hợp pháp theo cách này hoặc cách khác, tuy nhiên trên thực tế, việc gây quỹ tư nhân không đủ để chi trả cho việc quản lý hiệu quả rất nhiều đất để có tình trạng bảo hộ.
Các khu bảo tồn ở các nước đang phát triển, nơi mà có tới 70–80% số loài sinh vật trên thế giới đang sinh sống nhưng chỉ được quản lý và bảo vệ hiệu quả rất ít. Một số quốc gia, chẳng hạn như Mexico, có các tổ chức dân sự phi lợi nhuận và chủ đất chuyên bảo vệ tài sản tư nhân rộng lớn, chẳng hạn như trường hợp của Khu bảo tồn rừng Maya của Hacienda Chichen và Nơi ẩn náu của chim ở Chichen Itza, Yucatán. Tổ chức Adopt A Ranger Foundation đã tính toán rằng trên toàn thế giới cần khoảng 140.000 kiểm lâm viên cho các khu bảo tồn ở các nước đang phát triển và chuyển đổi. Không có nhiều dữ liệu về số lượng kiểm lâm viên được tuyển dụng vào thời điểm hiện tại, nhưng có lẽ chưa đến một nửa số khu bảo tồn ở các nước đang phát triển và chuyển đổi chưa có bất kỳ kiểm lâm viên nào và những khu vực chỉ có họ ít nhất 50%. Điều này có nghĩa là sẽ có trên toàn thế giới thâm hụt 105.000 kiểm lâm ở các nước đang phát triển và chuyển đổi. Tổ chức A Ranger lo ngại rằng thâm hụt kiểm lâm là yếu tố hạn chế lớn nhất trong việc bảo tồn thiên nhiên một cách hiệu quả ở 75% thế giới.
Hiện tại, không có tổ chức bảo tồn hay quốc gia phương tây hoặc tổ chức quốc tế nào giải quyết vấn đề này. Thông qua A Ranger đã được thành lập để thu hút sự chú ý của công chúng trên toàn thế giới đến các vấn đề cấp bách nhất mà công tác bảo tồn đang phải đối mặt ở các nước đang phát triển và chuyển đổi là các khu bảo tồn không có nhân viên thực địa. Như vậy, tổ chức sẽ góp phần giải quyết vấn đề bằng cách gây quỹ để tài trợ cho lực lượng kiểm lâm tại hiện trường. Nó cũng sẽ giúp các chính phủ ở các nước đang phát triển và chuyển đổi đánh giá nhu cầu nhân sự thực tế và chiến lược nhân sự. Những tổ chức khác, bao gồm Survival International, đã ủng hộ việc hợp tác với các bộ tộc, bộ lạc địa phương, những người là đồng minh tự nhiên của phong trào bảo tồn và có thể cung cấp các biện pháp bảo vệ thiên nhiên hiệu quả về chi phí.

## Cách tiếp cận

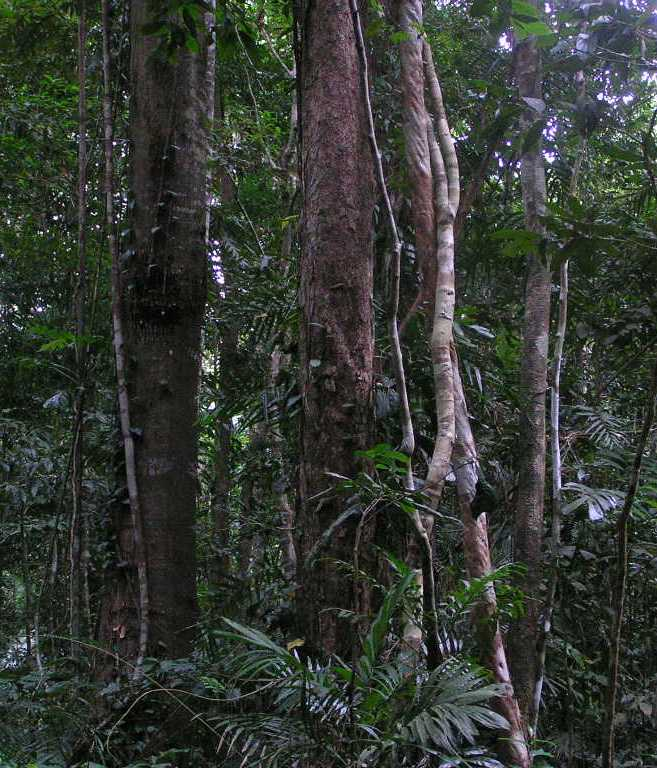
Rừng mưa Daintree ở Queensland, Úc

Các thuật ngữ bảo tồn (giữ gìn)  và bảo tồn (nguyên trạng) thường được sử dụng bên ngoài các loại tài liệu học thuật, khoa học và chuyên môn. Cơ quan Công viên Quốc gia Hoa Kỳ đưa ra lời giải thích sau đây về những cách quan trọng mà hai thuật ngữ này thể hiện những quan niệm rất khác nhau về đạo đức bảo vệ môi trường: Bảo tồn (giữ gìn) và bảo tồn (nguyên trạng) được liên kết chặt chẽ và thực sự có nghĩa gần như giống nhau. Cả hai thuật ngữ đều liên quan đến mức độ bảo vệ, nhưng cách thức bảo vệ được thực hiện bởi hai nhà bảo tồn đó là điểm khác biệt chính.
Bảo tồn (giữ gìn) nói chung gắn liền với bảo vệ tài nguyên thiên nhiên, trong khi bảo tồn (nguyên trạng) gắn liền với bảo vệ công trình, vật thể và cảnh quan. Nói một cách đơn giản, bảo tồn (giữ gìn) tìm cách sử dụng hợp lý thiên nhiên, trong khi bảo tồn (nguyên trạng) tìm cách bảo vệ thiên nhiên khỏi việc sử dụng. Trong phong trào môi trường đầu thế kỷ 20, hai phe đối nghịch nhau nổi lên: những người bảo tồn (giữ gìn) và những người bảo tồn (nguyên trạng). Các nhà bảo tồn (giữ gìn) tìm cách điều chỉnh việc sử dụng của con người trong khi các nhà bảo tồn(nguyên trạng) tìm cách loại bỏ hoàn toàn tác động của con người. ″ 
Bảo tồn dựa trên bằng chứng là việc áp dụng bằng chứng trong các hành động quản lý bảo tồn và hoạch định chính sách. Nó được định nghĩa là: Đánh giá một cách có hệ thống thông tin khoa học từ các ấn phẩm và văn bản đã được xuất bản, được bình duyệt và dựa trên kinh nghiệm của các học viên, đánh giá của các chuyên gia độc lập, kiến thức địa phương và bản địa về một chủ đề bảo tồn cụ thể. Điều này bao gồm việc đánh giá hiệu quả hiện tại của các can thiệp quản lý khác nhau, các mối đe dọa và các vấn đề mới nổi và các yếu tố kinh tế.
Bảo tồn được dựa trên bằng chứng mà tổ chức nghiên cứu trên các quan sát rằng việc ra quyết định trong bảo tồn dựa trên trực giác và/hoặc kinh nghiệm của người thực hành thường bỏ qua các dạng bằng chứng khác về thành công và thất bại (ví dụ: thông tin khoa học). Điều này đã dẫn đến việc tốn kém và kết quả kém. Bảo tồn dựa trên bằng chứng cung cấp khả năng tiếp cận thông tin sẽ hỗ trợ việc ra quyết định thông qua khuôn khổ dựa trên bằng chứng về "những gì hoạt động" trong bảo tồn. Phương pháp tiếp cận dựa trên bằng chứng để bảo tồn được thực hành dựa trên các bằng chứng được bắt đầu trong lĩnh vực y học và sau đó lan rộng sang điều dưỡng, giáo dục, tâm lý và các lĩnh vực khác. Nó là một phần của phong trào lớn hơn hướng tới các thực hành dựa trên bằng chứng.